# Společný hrob obětí pochodu smrti v Bílém Potoce
Společný hrob a pomník obětem pochodu smrti se nachází na hřbitově v Bílém Potoce v okrese Jeseník v Olomouckém kraji. Společný hrob je kulturní památkou ČR. Hrob je evidován v centrální evidenci válečných hrobů (CZE-7102-07449).

## Historie
V lednu 1945 začala evakuace koncentračního tábora Osvětim a Březinka. Tisíce vězňů se vydaly na tzv. pochod smrti na západ. Trasa transportu vězňů procházela koncem ledna 1945 severní části Jesenicka a také územím Bílého Potoka. Původně byly oběti pohřbeny ve společném hrobě, který byl objeven na bývalém mrchovišti. Na hřbitově ve Bílém Potoce je pohřbeno sedm obětí pochodu smrti.

## Popis
Společný hrob se nachází na místním hřbitově u jižní strany kostela svatého Vavřince (vpravo od vchodu do kostela. Původně byl hrob neoznačený a částečně rámovaný (až do roku 1973). Nyní je hrobové místo ohraničeno kamennými obrubníky. Na černé kamenné leštěné desce, která je umístěna na kamenném soklu, je nápis: Obětem fašismu, 1938-1945, provedený zlatým písmem. Nad nápisem je pěticípá hvězda.